# 何瑭
何瑭（1474年—1543年），字粹夫，号柏斋，河南怀庆府（今武陟縣）人，祖籍直隸如皋縣。明朝政治人物，進士出身。

## 生平
弘治十四年（1501年）辛酉科河南鄉試第一名舉人。弘治十五年（1502年）聯捷二甲第四十八名進士。初选为庶吉士，十七年升翰林院编修，正德四年（1509年）为翰林院修撰，因不屈从权阉刘瑾，贬官开州同知，十年改東昌府同知，乞歸。嘉靖元年（1522年），起山西提学副使，以父忧不赴。二年，起浙江提学，三年晋南京太常寺少卿，历官工部、户部、礼部侍郎，进南京右都御史。嘉靖十年（1531年）告老还乡，立景賢書院，設館講學，著書立説。二十二年（1543年）九月十三日卒，享年七十岁，隆庆二年（1568年）追赠禮部尚書，谥文定。

## 著作
何瑭工诗文，文体朴质，不拘泥于格律。有《柏斋集》十一卷，又有《医学管见》、《柏斋三书》等。又善散曲，有《柏斋何先生乐府》一卷。

## 家族
曾祖何貴；祖父何濱；父何森，母劉氏。

## 延伸阅读
[在维基数据编辑]
 《國朝獻徵錄·卷之六十四》，出自焦竑《國朝獻徵錄》
 《明史卷二百八十二》，出自《明史》
 在维基共享资源阅览影像